# Кубань (футбольний клуб, 2018)
Це стаття про ПФК «Кубань», заснований 2018 року. Про ФК «Кубань», заснований 1928 року див. Кубань (футбольний клуб).
ПФК «Кубань»  — російський футбольний клуб із міста Краснодара. Заснований 2018 року.

## Історія

Логотип ФК «Урожай» (2018—2020)

ТзОВ «Футбольний клуб „Урожай“» офіційно зареєстровано 4 червня 2018 року. Спочатку планувалося, що клуб називатиметься «Катеринодаром», але зрештою за невідомих обставин він отримав назву «Урожай», водночас із 5 до 14 червня того ж року на місцевому порталі «Юга.ру» проводилося опитування щодо назви команди, за підсумками якого варіант «Урожай» посів останнє місце.
З сезону 2018/19 команда стала виступати у третьому за рівнем дивізіоні Росії.
24 липня 2020 року виконком РФС ухвалив рішення дозволити «Урожаю» змінити назву на ТОВ «Професійний футбольний клуб „Кубань“» без виникнення у такого клубу спортивного чи іншого правонаступництва з НАО «Футбольний клуб „Кубань“» у зв'язку з закінченням 24-місячного терміну з моменту втрати останнім професіонального статусу з причин, не пов'язаних зі спортивним результатом.
За підсумками сезону 2020/21 «Кубань» посіла 1-е місце у групі 1 Першості ПФЛ 2020/2021 та здобула право на виступ у Першому дивізіоні ФНЛ 2021/22. Там за підсумками сезону «Кубань» посіла 12-е місце, а також дійшла до 1/8 фіналу Кубка Росії 2021/22, що стало найкращим результатом в історії клубу.